# Bell X1 (groupe)
Pour les articles homonymes, voir Bell X1.
Bell X1 est un groupe irlandais originaire de Celbridge, une ville dans le nord du comté de Kildare, Irlande. Originellement composé de cinq membres, le groupe qui s'appelait au départ Juniper devient Bell X1 après le départ du chanteur Damien Rice. Le batteur Paul Noonan devient alors la nouvelle figure du groupe. Un changement de style significatif a suivi le départ de Rice, Noonan et le guitariste Dave Geraghty laissant libre cours à leurs propres influences. Les autres membres du groupe sont Brian Crosby (guitare et claviers), Dominic Philips (basse) et Tim O'Donovan - de Neosupervital - qui est à la batterie lorsque le groupe part en tournée.